# Coscinaraea marshae
Espèce
Statut CITES
Coscinaraea marshae est une espèce de coraux appartenant à la famille des Coscinaraeidae.